# Macromotettix luoxiaoshanensis
Macromotettix luoxiaoshanensis är en insektsart som beskrevs av Zheng, Z. och Peng Fu 2000. Macromotettix luoxiaoshanensis ingår i släktet Macromotettix och familjen torngräshoppor. Inga underarter finns listade i Catalogue of Life.